# Pastorationsgemeinschaft

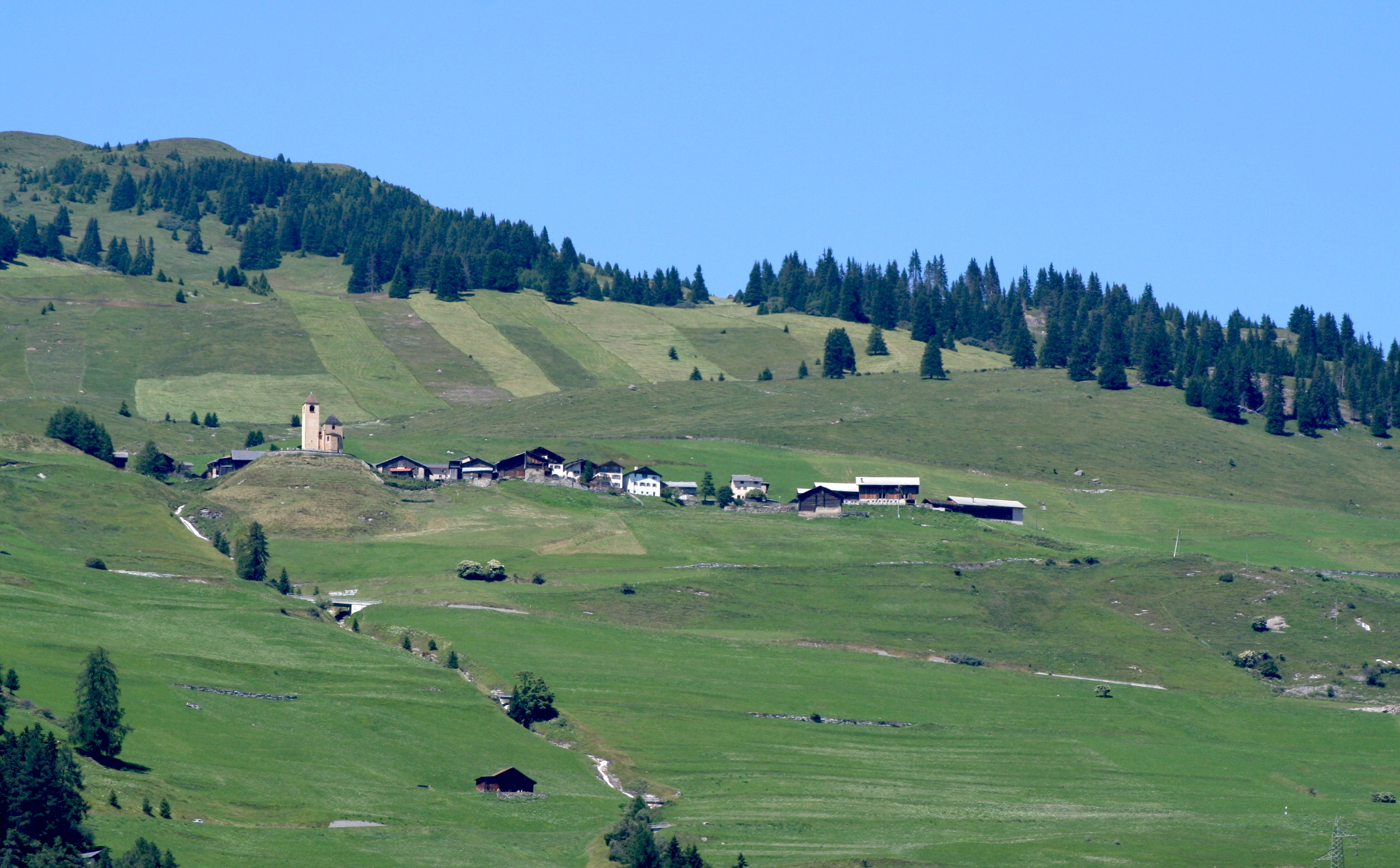
Das Dorf Lohn am Schamserberg als Beispiel einer kleindörflichen Kirchgemeinde, die lange in Pastorationsgemeinschaft mit anderen Dörfern stand und seit 2015 Teil einer fusionierten Kirchgemeinde Zillis-Schamserberg ist

Eine Pastorationsgemeinschaft (Schweizer Begriff) ist ein Zusammenschluss mehrerer selbständiger und auch in administrativen Belangen unabhängig bleibender Kirchgemeinden zum Zwecke einer gemeinsamen Pastoration, das heisst seelsorglicher Betreuung und gottesdienstlicher Versorgung.
In der Regel bedeutet dies, dass die Pastorationsgemeinschaft einen gemeinsamen Pfarrer für alle beteiligten Einzelgemeinden wählt und installiert.
Im deutschsprachigen Raum ist etwa die evangelisch-reformierte Landeskirche des Schweizer Kantons Graubünden ein Beispiel für eine kirchliche Organisationsform mit besonders vielen Pastorationsgemeinschaften. Bedingt wird dies durch die Weite des Raums und die geringe Population der oft recht verstreuten Dörfer.